# Strobilizacja
Strobilizacja, strobilacja – wielokrotny podział poprzeczny, w wyniku którego:
- powstaje strobila tasiemców (Cestoda),
- z przygębowego odcinka ciała polipa powstają efyry krążkopławów (Scyphozoa). Dzielący się polip nosi nazwę strobilizatora. Strobilizacja jamochłonów jest rodzajem rozmnażania bezpłciowego, polegającego na tym, że polip (jedna z postaci organizmów należących do parzydełkowców) wielokrotnie dzieli się poprzecznie na tzw. talerzyki, a u szczytu odrywają się młodociane formy meduzy (larwy, które przekształcają się w dorosłe meduzy) zwane efyrami. Łańcuchy efyr przed oderwaniem się od polipa zwane są strobilami. Wyróżniane są dwa typy strobilizacji polipów:
  - strobilizacja monodyskoidalna – od ciała polipa oddziela się pojedyncza efyra,
  - strobilizacja polidyskoidalna – od ciała polipa oddziela się jednocześnie wiele efyr.